# Mukim di Burong Pingai Ayer
Burong Pingai Ayer è un mukim del Brunei situato nel Distretto di Brunei-Muara con 2.078 abitanti al censimento del 2011.

## Geografia antropica

### Suddivisioni amministrative
Il mukim è suddiviso in 9 villaggi (kapong in malese):
Burong Pingai Ayer, Lurong Dalam, Pandai Besi 'A', Pandai Besi 'B', Sungai Pandan 'A', Sungai Pandan 'B, Pg. Setia Negara, Pekan Lama, Sungai Asam.